# Акбулак (Мартукский район)
Акбулак (каз. Акбулак, до 2011 г. — Калиновка) — упразднённое село в Мартукском районе Актюбинской области Казахстана. Ликвидирован в 2012 г. Входил в состав Родниковского сельского округа. Код КАТО — 154657400.

## Население
По данным всесоюзной переписи 1989 года в селе проживало 105 человек, в основном казахи.
В 1999 году население села составляло 83 человека (38 мужчин и 45 женщин). По данным переписи 2009 года, в селе проживало 25 человек (14 мужчин и 11 женщин).